# Cambodunum
Cambodunum je bilo ime cesarskega rimskega mesta na območju današnjega mesta Kempten v Allgäu. V zgodnjem in visokem cesarskem obdobju je bil Cambodunum eno najpomembnejših rimskih mest v provinci Retiji in verjetno prvo glavno mesto province pred Augsburgom (Augusta Vindelicorum). Zaradi najzgodnejše pisne omembe mesta v Nemčiji lahko Kempten štejemo med najstarejša mesta v Nemčiji, poleg Trierja (Augusta Treverorum) in Kölna (Colonia Claudia Ara Agrippinensium). Izkopani in obnovljeni ostanki rimskega mesta so na mestu predstavljeni kot Arheološki park Cambodunum (APC). Nekatere najdbe z okolice mesta so bile razstavljene tudi v Rimskem muzeju Zumsteinhaus v Kemptnu, po zaprtju leta 2015 pa so jih preselili v depoje mestne arheologije Kempten. Poznorimsko utrdbeno naselje v dolini reke zahodno od cesarskega mesta se je imenovalo Cambidanum.

## Lega
Jedro zgodnje in srednje cesarske naselbine je bilo na Lindenbergu, prodnati terasi iz ledene dobe na vzhodnem visokem bregu Illerja (Hilara). Ni jasno, ali trenutni rob terena ustreza starodavnim zahodnim mejam mesta. To bi se lahko izgubilo zaradi znakov erozije. Preverljiva širitev naselja je približno 500 krat 700 m.
V pozni antiki so preostalo naselje preselili v lažje obrambni Burghalde pod zaščito vojaškega tabora.
Različni namigi kažejo na potek Illerja zahodno od Burghaldea do začetka 14. stoletja našega štetja. V prid govorijo najdbe dvanajstih hrastovih debel z območja mestnega trga, ki verjetno izvirajo z mostu. Z dendrokronologijo bi jih lahko datirali v vladavino cesarja Tiberija. K temu lahko dodamo še deblo breze iz C14 in različne majhne rimske najdbe v aluvialnih in gramoznih plasteh pod današnjim starim mestnim jedrom.

## Ime
Cambodunum naj bi bilo tudi nekdanje ime Champéon (Cambdonno, Cambidonno, 9. stoletje) in Chambezon (Chambedon, 11. stoletje) v Franciji in kraj v Angliji blizu Leedsa. Ime je keltskega izvora in je sestavljeno iz elementov cambo- za "krivulja", "zanka, meander" (kot staroirski camb, camm za "krivulja, ukrivljen", bretonski comb za "ukrivljen, kriv") in -dunon (*dūnon) za "trdnjava, grad, gora" (kot staroirski dún za "trdnjava, utrdba", valižanski dinas za "mesto", bretonski din). Keltsko -dunon je verjetno povezano z germanskim *tūna (angleško -ton, town, nemško Zaun). Ime današnjega mesta Kempten izhaja neposredno iz latinskega imena.

## Zgodovina

### Izvor
Mesto je v pisnih virih prvič omenil Strabon kot Kandobounon. Ime dodatno potrjujejo omembe Klavdija Ptolemaja kot Kambodounon (Καμβοδουνον) , v Tabula Peutingeriana (Camboduno), Itinerarium Antonini (Campoduno)  in Notitia dignitatum (Cambidano). Napisi so na voljo z odkritjem miljnika iz nekdanjega samostana Isnyin nagrobnika iz Budimpešte. Ime se je ohranilo do 18. stoletja v obliki Kampidonije na talerjih knežjega samostana Kempten.

### Zgodnje in srednje cesarsko obdobje
Po omembi geografa Strabona je bila keltska naselbina Cambodunum prestolnica civitas plemena Vindelici, ki se je naselilo leta 15 pr. n. št. in so prišli pod rimsko oblast s podrejanjem vznožja Alp s strani Druza in Tiberija v okviru Avgustove kampanje v Alpah. V nasprotju s tem pisnim virom ni dokazov o predrimski naselbini tega časa na območju poznejšega rimskega mesta. Čeprav obstajajo najdbe iz precej zgodnejšega obdobja žarnih grobišč (1200 do 750 pr. n. št.), ni sledov naselbin iz poznega latenskega obdobja, ki je neposredno pred rimsko okupacijo.
Vzponu mesta v 1. stoletju je prispevala njegova lega na glavnih cestah, zlasti povezava prek Chura in lokalnih alpskih prelazov v Italijo ter do Bodenskega jezera in rimskega Brigantuima (sodobni Bregenz) po rimski cesti iz Kemptna v Bregenz. Ob Illerju preko Caelius Mons, današnjega Kellmünza, je ena dosegla Donavo na severu pri Günzburgu (Guntia). Rimska cesta je vodila proti vzhodu do reke Lech, ki jo je dosegla blizu Epfacha (Abodiacum) (povezava na Via Claudia Augusta).
Prve lesene stavbe v Cambodunumu lahko zasledimo že v času Tiberijeve vladavine, kamnite so iz klavdijanskega obdobja. Po vladavini Antonina Pija skorajda ni nobenih dokazov o novogradnjah ali predelavah, gradbena dejavnost pa je verjetno postopoma zamrla.
Od leta 1885 so na Lindenbergu odkrili stene forumskega kompleksa z baziliko in svetim prostorom. Kompleks priča o visoki stopnji občinske samouprave, če ni bil niti sedež deželnega parlamenta, ki doslej ni bil v Retiji. To tezo potrjuje odkritje galsko-rimskega templja na zahodnem delu planote, ki je morda služil kot osrednje svetišče. Poleg tega sta na severovzhodu izkopana dva termalna kompleksa, vendar velik del civilne naselbine ni raziskan. Obrobje mesta, predmestja in pokopališča iz 2. in 3. stoletja so večinoma neznani. Zato je težko razmišljati o velikosti in populaciji Cambodunuma.

### Pozna antika
Pod stalnim pritiskom nemških vdorov je bilo mestno naselje na Lindenbergu opuščeno najkasneje do konca 3. stoletja. Prebivalstvo je poiskalo zaščito na terasi brez poplav vzhodno od Illerja pod tako imenovanim Burghaldeom, grebenom zemlje, ki se dviga približno 25 m nad Illertal. Močno zmanjšano naselje je bilo zdaj bolje zaščiteno na terasi. Poleg tega je bil postavljen približno 1,8 m širok zid, katerega potek je zaradi srednjeveške in moderne nadzidanosti le na zahodu.
Najdbe s teh območij so redke. Najpomembnejša poznoantična najdišča v Kemptnu so grobišča severno od poznoantičnega naselja in na zahodnem bregu reke Iller (»na Keckwiese«). Od teh je slednje zaradi močne prevlade ženskih pokopov bolj verjetno razvrščeno med civilne.
Z izgubo Agri decumates je Kempten postal obmejno mesto. Cesarska meja je potekala ob reki od Kemptna do ustja reke Iller. Najverjetneje je bil oddelek Legio III Italica, omenjen v Notitia dignitatum, nameščen na višjem območju Burghalde (0,7 ha). Utrdba je bila vključena v poznorimsko mejno obrambo na tako imenovanem Donava-Iller-Ren-Limes. V nasprotju z limesom srednjega cesarskega obdobja so bile obmejne utrdbe precej manjše, a utrdbeno prilagojene okolici. Jasne primere takšnih utrdb bi lahko arheološko preučili v dveh sosednjih utrdbah Isny (Vemania) in Kellmünz (Caelius Mons).
Začetek stacioniranja na Kemptener Burghalde lahko postavimo v čas Dioklecijanove reforme okoli leta 300. Vojaška najdba iz majhne hiše dokazuje prisotnost vojakov v začetku 5. stoletja. Vojaški garnizon bi moral biti opuščen najkasneje do sredine stoletja.

## Zgodovina raziskav
Prva ciljna arheološka izkopavanja v Kemptnu je leta 1885 opravil trgovec August Ullrich. Nadaljnja izkopavanja je do leta 1911 izvajalo združenje za starine Allgäu, ustanovljeno leta 1884. Od leta 1912 do 1935 jih je nadaljeval bavarski državni urad za ohranjanje spomenikov pod vodstvom Paula Reineckeja. Proti protestom mednarodnega ohranjanja spomenikov je velik del arheoloških spomenikov rimskega mesta na Lindenbergu postal žrtev takratnih gradbenih ukrepov pod županom Ottom Merktom. Izkopavanja so omogočila prvič sliko strukture naselja na Lindenbergu.
Grobišče Auf der Keckwiese je bilo izkopano med letoma 1952 in 1967. Od leta 1961 so bile najdbe iz rimskega obdobja predstavljene v Rimskem muzeju v Zumsteinhaus v Kemptnu. Mesto Kempten že od leta 1982 spodbuja raziskave rimskega mesta z ustanovitvijo pisarne za mestno arheologijo. Ta urad je bil zaradi varčevanja denarja ukinjen, njegova dejavnost pa se je prenesla na prostore kulturnega urada. Več nadaljnjih preiskav, vključno z galo-rimskim tempeljskim okrožjem v letih 1983/86, je služilo za vzpostavitev Arheološkega parka Cambodunum (APC). Ta je bil odprt oktobra 1987 s prvim oddelkom (galo-rimsko tempeljsko okrožje).

## Rimske stavbe
Ulični sistem mesta je bil postavljen vzdolž osrednjega dekumana, ki je izhajal iz oltarja v svetem predelu foruma. S tako imenovano Thermenstraße je kardo dokazan pod pravim kotom na decuman. Od stanovanjskih objektov v mestu je bilo ugotovljenih več novejših kamnitih faz gradnje, zlasti v središču. Devet kompleksov je mogoče identificirati kot insule, ki so bile široke 20–45 m in dolge do 80 m. Zahodno od foruma je bilo majhno predmestje tako imenovanih hiš tipa Casa a striscia. Rokodelska podjetja, zlasti lončarstvo, so se naselila na obrobju mesta.

### Forum in bazilika
Forum, ki dominira v mestni pokrajini, ni nastal naenkrat. Pred »starejšim forumom« kot prvo kamnito gradbeno fazo sta bili ena ali dve leseni gradnji, ki sta bili določeni z izkopavanji leta 1985 na območju bazilike. Starejši forum je bil v bistvu izkopan leta 1885/86. Kompleks je vključeval prostostoječo baziliko (sprva 49,5 × 25 m) in stavbo z večjim sklopom prostorov, ki naj bi veljala za upravni in zborni prostor. Na jugovzhodu je mejilo sveto območje. Obdan je bil z zidom, ki je zapiral površino 600 × 800 rimskih čevljev. V središču je zaznati oltarno stavbo velikosti 8,4 × 12 m. Stavbe so imele okrašene marmorne obloge in slike. Njegovi deli so bili odkriti kot "ostanki foruma" v drugih okrožjih.
Začetek gradnje mlajšega foruma je verjetno v Flavijevih časih. Te spremembe foruma so bile verjetno končane do sredine 2. stoletja. Staro forumsko poslopje je nadomestila fasadna predstavnica forumske ulice z dostopom v obliki propilej. Forumski trg je bil zdaj z vseh strani zgrajen, ohranjena sta bila velik trg z oltarjem in baziliko. Presenetljiva je stavba na južni strani z apsido, ki je morda služila kot sejna soba (curia) mestnega sveta (ordo decurionum), in forumski tempelj na severozahodni ozki strani.
Od začetka 2. stoletja dalje je bila na severovzhodu prizidana večja stavba, ki jo interpretiramo kot prenočišče (pretorium). Sprva je imela nekaj večjih apartmajev do 140 m², ki so bili po preoblikovanju v začetku 2. stoletja razdeljeni na številne manjše komore med 12 in 20 m².

### Galsko-rimsko tempeljsko območje
Na severozahodu mesta blizu strmega pobočja ob Illerju je od leta 1937/38 odkrito tempeljsko območje. Bilo je v bližini tako imenovanih term. Sočasno s preureditvijo te stavbe v gostilno okoli sredine 2. stoletja so na mestu templja namesto prejšnjih lesenih stavb zgradili kamnite. Dvojna dvorana v obliki črke U je zapirala območje, odprto proti severu proti strmemu pobočju proti mestu. Vsebovalo je dvanajst stavb, vendar vse niso obstajale hkrati. Stavba 4 je pomembna za razumevanje kompleksa, galo-rimskega ambulatorijskega templja in večje stavbe z apsido, ki je bila dodana kasneje. Številne manjše stavbe, vključno s petimi templji prostyloi ali antae, bi lahko služile ne le kot templji, ampak tudi kot zakladnica za votivne daritve. Osrednja lega templja na stičišču vseh državnih cest je izjemna. Zelo podobna kultna območja so znana iz Trierja (tempeljsko območje v dolini Altbach) in Augsta (»na Schönbühlu«). Najdbe, postavitev in arhitektura kažejo na galo-rimske interpretacije rimskega sveta bogov.

### Terme
Poleg term, ki so delovale kot majhno kopališče že od Kaligulove vladavine, je imelo mesto severovzhodno od foruma večje terme. Kopališča so med najzgodnejšimi tovrstnimi objekti severno od Alp. Thermenhaus velja za najstarejšo kamnito zgradbo v Kemptnu in jo je leta 1913 odkril Paul Reinecke. Bližina takšne stavbe s kultnim mestom ni v smislu protislovja, kot kažejo številni primeri jukstapozicije v drugih rimskih naselbinah.
Male terme se povezujejo s palestro do prenočišča na forumu. Za gradnjo so znane tri lesene gradbene faze, katerih začetek je predviden za poznoklavdijske ali zgodnje neronske čase. Prvotno je bila kopel »vrstnega tipa«, prostori za tri nivoje kaldarija, tepidarija in frigidarija so bili razporejeni linearno drug za drugim. Kasneje so kopeli dodali še dodatne grelnike, potnico in latrino. Sprva je bil dostop mogoč le prek pretorija, kar nakazuje, da je pripadal sedežu guvernerja.
Velike terme so bile zgrajene proti koncu 1. stoletja na severovzhodnem koncu Thermenstraße. S površino 4200 m² so med največjimi termami severno od Alp. Velikost so presegla šele velika termalna kopališča iz 2. stoletja in pozne antike, vključno s termami Colonia Ulpia Traiana (Xanten), Barbarine terme ali Cesarske terme v Trierju. Takrat so velike terme v Kemptnu že obnavljali oziroma rušili, kar je zmanjšalo pokrito površino za okoli petino.

### Pokopališče
Od grobišč zgodnjega in srednjega cesarskega obdobja je bilo z izkopavanji v 60. letih 20. stoletja še posebej dobro raziskano tisto severno od mesta "na Keckwiese". Bilo je v bližini kapele Keck na cesti proti Augsburgu (Augusta Vindelicorum) in je bilo najdeno ob cesti v dolžini 250 m. Večina od več kot 400 pokopov je iz 1. stoletja, nekateri drugi segajo v konec 2. stoletja. V nekaterih primerih je mogoče zaznati grobne strukture in grobne ograde nad tlemi.
Okoli sredine 4. stoletja je bilo območje ponovno uporabljeno za pokope. Na severnem delu je bilo najdenih 38 pokopov, večinoma praznih, ki so prekrivali nekatere starejše žarne pokope, v zapolnitvi pa kažejo ostanke ognja iz uničenih zgodnjih in srednjih cesarskih grobov. Tako pomanjkanje vojaške opreme v najdbah kot tudi številčno razmerje med spoloma (moški : ženska = 5 : 12) nakazujeta na civilni značaj grobišča.
Sumijo še na druga pokopališča vzhodno in južno od mesta. Posamezni grobovi, verjetno rimski, so bili najdeni leta 1862 med gradnjo železniške proge Neu-Ulm-Kempten na mestu poznejšega Kempten Ostbahnhof. Takšne najdbe južno od mesta niso znane.
Manjše grobišče pod današnjim mestnim trgom pripada poznoantičnemu naselju na Burghaldeu. Sestavljeno je iz nekaj več kot ducata telesnih grobov, večinoma brez pokopov. Omembe vreden je pokop na trebuhu ležečega odraslega moškega iz druge polovice 4. stoletja. Na lobanji je bila razrezana rana, od katere se zdi, da si je moški opomogel. Nekaj dodatkov, bronasti rokav s tremi sondami, bi lahko uporabili na medicinskem področju.

### Poznoantične stavbe

#### Poznorimske utrdbe
Ob vznožju zahodno in severno od Burghalde je bil tik ob poznosrednjeveškem zidu današnjega protestantskega pokopališča v dolžini 200 m odkrit 1,8 m debel zid. Približno tri metre južno od Pogrebnega podjetja je bil 4,5 m širok polkrožen stolp. Drugo obzidje, široko 1,2 m, v bližini jugozahodnega bastijona Burghalde, lahko zaradi strukturnih značilnosti štejemo za poznorimsko. Natančen potek zidu na severu, jugu in vzhodu Burghaldea ni jasen.
Stavba v velikosti 5,5 × 9,5 m je bila edina stanovanjska stavba, ki jo je bilo mogoče z gotovostjo dokazati. Večji objekt z dvema apsidama (izpostavljena notranjost 11,4 × 18,4 m, po drugih virih 13,2 × 20,6 m) je bil izkopan le v njenem južnem delu. Interpretacija se razlikuje med kopališčem in sprejemno stavbo, podobno avditoriju v gradu Kellmünz. Zaradi pomanjkanja dokazov in razlik v gradnji je bila zavrnjena starejša domneva, da naj bi šlo za poznorimsko (škofovsko) cerkev.
Na planoti Burghalde z dolžino 130 m in širino med 20 in 95 m (0,75 ha) je bil nastanjen odred Legio III Italica, na planoti bi lahko bil prostor tudi za dele civilnega prebivalstva oz. naslonjen na to, da je bil prisoten.

#### Poznoantično naselje na Lindenbergu
Ali je na Lindenbergu vzhodno od Illerja v poznorimskem času še obstajala naselbina, zaradi pomanjkanja jasnih naselbinskih najdb ni gotovo. Poznoantične najdbe stekla in kovancev ter malo keramike kažejo le na manjšo nadaljnjo poselitev. Temu bi govorila tudi poznoantična kasnejša raba grobišča »na Keckwiese«.